# 比沙特·貝利沙
比沙特·貝利沙（Besart Berisha，1985年7月29日—），是一名科索沃阿爾巴尼亞職業足球員，司職前鋒，現效力澳職球會西部聯。他曾於2006-09年代表阿爾巴尼亞。2017年改為代表科索沃。
年輕時在貝連拿VB （Berliner VB）球會青訓营，2003年加盟柏林網球會（Tennis Borussia Berlin）。翌年加盟德甲著名球會漢堡。07年曾短暫加盟般尼但不成功，其後轉到德乙的比勒費爾德亦不如意。2011年終決定轉戰澳職，加盟布里斯班獅吼，他加盟後表現非常出色，助球會兩度在2012及2014季後賽決賽中絕殺追和，其後同樣於加時贏2:1捧走澳職錦標。他之後受到另一支澳職勁旅墨爾本勝利挖角，並於2014/15球季正式加盟。獅吼失去貝利沙之後戰績大倒退，入球能力大降，可見貝利沙的重要性非常高。
在2017年4月對中岸水手的賽事中, 成功取得入球助球隊以1-0勝出賽事, 並打破聯賽紀錄成為澳職第一位達到100個入球的球員。最終該季墨爾本勝利作客以1-0擊敗紐卡素噴射機贏得季後賽冠軍。 同年他離開球隊, 並轉戰日職加盟廣島三箭。